# 卓韻芝
卓韻芝（英語：Vincci Cheuk Wan Chi，1979年3月28日—），前藝名芝see菇bi，香港女導演、作家、編劇、演員、跨媒體創作人。香港首位於大型場館演出棟篤笑之女表演者。曾擔任電台和電視台多檔節目主持人，曾為香港商業電台叱吒903的節目主持，並策劃及自編多場棟篤笑演出，畢業於香港著名女子中學嘉諾撒聖方濟各書院。曾於英國倫敦大學金匠學院修讀美術。

## 演藝經歷

### 電台工作
卓韻芝早年就讀嘉諾撒聖方濟各學校，於嘉諾撒聖方濟各書院就讀中三時兼職參與商業電台的電台工作。首兩個主持節目為1995年3月25日首播與軟硬天師合作的《軟硬半晝》(11am-1pm)與音樂節目《不崇拜的女孩》(7pm-9pm)。在1996年香港中學會考中取得16分，英文科考試中取得A級成績中五畢業，其後正式加入商業電台叱咤903正式成為全職DJ，1997年開始主持聽眾訴心聲形式的電台節目《芝See菇Bi我未成年》(9pm-11pm)，被喻為將冷門時段的收聽率提升至前所未有之數字的電台節目。香港電台第二台其後將原來主持周末清談節目的麥潤壽調至同時段，開設同類節目《星空奇遇鐵達尼》。
1998-2000年，卓韻芝創作《芝See菇Bi Family》廣播劇，當中的苦榮與小苦妹角色，極受歡迎，其後以相同角色創作廣播劇包括《初戀嗱喳麵》、《五星級的家》、《大鄉里》、《小火花》、《36計》等。同期以苦榮名義推出漫畫書籍及灌錄唱片，推出專欄《苦榮作文》見於香港《Milk》雜誌。有趣的是，在《芝See菇Bi Family》廣播劇內的主角「苦榮」與「小苦妹」，至今仍未公開過由誰人聲音演出，而卓韻芝本人一直不公開透露，傳聞由她一人分飾五角（包括苦榮、小苦妹、Miss井、非男非女、沙聲人）。2003年為創意組織idN舉行苦榮《大佬》個人展覽。而《芝See菇Bi Family》漫畫由伍尚豪漫畫家創作。
2008年2月與台灣機構戲谷及韓國開發商RHAON合作，推出網上遊戲《跑online》（台灣稱為《HiYo衝天跑》），當中包括苦榮、小苦妹角色。
2008年6月19日，她在節目中宣布於兩星期後離開商業電台。2008年7月4日，她主持最後一集《五天精華遊》節目，及7月5日《Alabama》的最後一集節目後，正式離開商台，並在當日深夜起飛前往倫敦大學金匠學院修讀美術，至2010年9月回港定居。

### 棟篤笑
2011年，卓韻芝以棟篤笑宣告回歸香港，首演棟篤笑《死去活來One Night Stand》，成為香港史上首位以單一節目獨腳表演的女藝人。六場門票不足一小時售罄，該項目翌年於香港會議展覽中心重演，名為《死去活來One Night Stand AGAIN》，號外創辦人之一鄧小宇形容為「完全一氣呵成，節奏徐疾全對」。出席嘉賓包括古天樂、張智霖、鄭伊健、黃浩然、黃宗澤、周柏豪、黃德斌、何韻詩、杜汶澤。
2012年演出全新作品《罪該萬死One Night Stand》，被喻為「改變一個文化處境」的「開路先鋒」。此秀於澳門巡迴演出，其後推出現場收錄光碟。
2013年第三個作品《床上哈哈笑 One Night Stand》，以兩性作為題材，於伊利沙伯體育館演出三場，當中「中女飲暖水」、「與阿婆同看A片」及「鐵鈎船長：長頸鹿男」成為一時佳話，尾場張家輝突擊上台，示範「長頸鹿男」手勢，及後卓韻芝表示這是「最好玩的一個show」。
2015年1月，首創於凌晨12時舉辦《飲嘢叫埋卓韻芝One Night Stand》，破格提供「不尋常」時段演出，例如工作日下午五時，出現超賣情況，合共演出33場。
2015年12月，《你個樣好單身One Night Stand》於伊利沙伯體育館舉行，香港大學社會工作及社會行政學系副教授何式凝撰文形容為「一條女一場運動」「可堪回味」「笑到趴地」，嘉賓為鄭秀文。
2016年7月，宣布新作《風大雨大One Night Stand》於旺角麥花臣場館演出。
2018年, One Night Stand 棟篤笑特輯《你個樣好單身》及《風大雨大》通過流媒體平台 Netflix 發布。
2018年10月27、28日，於旺角麥花臣場館首演《呃呃氹氹One Night Stand》。
2019年1月10日，於灣仔伊利沙伯體育館重演，名為《The Club Sim呈獻：呃呃氹氹One Night Stand》蜜月歸來版。

### 幕後工作
卓韻芝參與很多電影及錄像工作，合作導演包括張艾嘉、彭浩翔、夏永康、周惠坤，她的編劇作品數度獲得香港及海外提名。其首部電影編劇作品《過海隧道》(16mm)，而首次執導電影為《戀愛起義》(35mm)。
2004年，監製網絡電視劇《男女字典》，主演杜汶澤、朱茵、黃又南、徐天佑，導演夏永康。
2011年，監製短片企劃《你還可愛麼》，參與導演包括麥婉欣、崔允信、麥曦茵、黃精甫等等，並導演短片《1分鐘》《打錯》。
2013年，首部個人執導電影《爆3俏嬌娃》，Lion Rock Pictures出品。
2014年，執導電影《失戀急讓》（中國大陸譯：臨時同居），安樂影片有限公司出品，江志強、施南生、俞琤、何韻明監製。主演張家輝、鄭秀文、胡杏兒、歐豪。
2023年，執導電影《送院途中》，第47屆香港國際電影節閉幕電影。

### 文學創作
卓韻芝作為香港最高銷量作家的其中之一，以分析性、冷靜及諷刺見稱。題材極廣，主要涉及社會文化、旅遊及愛情。由2007年開始與明窗出版社合作，於旗下出版書籍，至今仍保持長久合作關係。在文字創作中，卓韻芝經常描寫跟她同住的八旬外婆，為此在網絡中創作出「今日阿婆金句」欄目，及後出版同名著作。她亦會攜同這位精靈婆婆出席公開場合（包括讀書會、書展和接受報章訪問）。2012年，這個「組合」受邀長者安居協會作慈善廣告拍攝，宣傳「長者日」，鼓勵年青一輩多與家中長者溝通。

## 個人生活
2018年2月，曾經自爆是雙性戀的卓韻芝，在新書《峰迴路轉》中宣布婚訊。同年9月15日，卓韻芝和電影美術指導梁子賢在中環外國記者會舉行婚禮，由卓韻芝的婆婆證婚，俞琤擔任主婚人，圈中好友鄭秀文擔任伴娘。2022年，兩人離婚。

## 爭議

### 企圖自殺
2006年10月18日，卓韻芝在九龍城的寓所服藥自殺，其男友發現報警，由救護車送院搶救後，無生命危險，留醫深切治療部病房；警員到場檢獲兩封遺書，遺書中透露生活不開心。翌日，好友填詞人林夕寫下陳奕迅歌曲《黑擇明》歌詞，寓意「黑暗中選擇光明」。兩周後，她回到工作崗位，繼續主持電台節目，以及重新參與電影創作。
2016年3月10日，卓韻芝在FB披露自殺的原因：「當年企圖自殺，別人說因為我想念媽媽，其實事情並不是這麼簡單；母親病重，器官功能逐一關機，而不再拯救的『安樂離去』決定，是我下的。然後，某月某夜，我看了一齣電影，最後一場，兩位主角死了，豈料突然出字幕：『經過數十次手術後，他們奇跡生還，現在二人是好朋友。』因為這一句，我開始覺得，也許媽媽當年有得救的，也許是我太早放棄，也許我殺了......自己的媽媽。我一直在想。想。想。越來越覺得是，也就萌生死亡的念頭；一切因為牽掛，也因為內疚。當時我感到，永遠，永遠不會有人明白我的痛苦。我永遠都是罪人。永遠。」卓韻芝說因為歌曲《黑擇明》，讓她明白身邊有許多人關心自己，自己應該鼓起生活的勇氣，並勸籲大家要珍惜生命。

### 維基頁面事件
2008年6月26日在其節目五天精華遊中談及自己的維基頁面，並戲言其頁面應該註明為「有史以來最靚女藝人」，引發網民非理性地修改她的維基頁面，最後迫使維基管理員對其頁面封鎖，至7月30日其維基頁面解封。

### 披皮草遭聲討
2012年2月27日，卓韻芝於巴黎出席巴黎時裝周期間，在個人微博上載一張自己披着一件狐狸皮草的照片，即時被大批網民於其facebook、微博及高登討論區進行聲討。3月1日，卓韻芝主動在YouTube發放影片回應事件，她指照片中的皮草是被朋友丟棄的真皮草，她因不想浪費才撿來使用，強調自己尊重動物，並為「事件令大家不安」致歉。不過，有網民表示其尊重動物的說法與身披皮草的行為並不相符，而她亦沒有就鼓吹殘害動物的行為致歉，更沒公開呼籲大眾拒絕皮草，因此不接受她的解釋及道歉。

### 疑爆最憎黃偉文
2016年，卓韻芝在ViuTV節目《晚吹：真PK》疑似自爆最討厭的藝人是黃偉文，但被消音。她說在電台時，無論她做甚麼都會惹對方發脾氣，對方還集體杯葛她。她稱當時大家年紀小，現在關係好些，但她相信這是對方的本性。節目線索指是「著衫好潮的人」，加上口型，不少網民揣測是指曾跟她在商台共事的黃偉文。
以玩恐怖大懲罰而成名嘅ViuTV節目《晚吹：真PK》，最新一集搵嚟卓韻芝做嘉賓。主持問卓韻芝：「你最憎邊個藝人？」當卓韻芝回答嗰時就被Mute咗把聲，但睇口型就疑似係「黃偉文」。卓韻芝話：「呢個人細細個已經蝦我，佢係會拉隊叫人哋杯葛你，做嘅事都好小學雞！」

## 作品

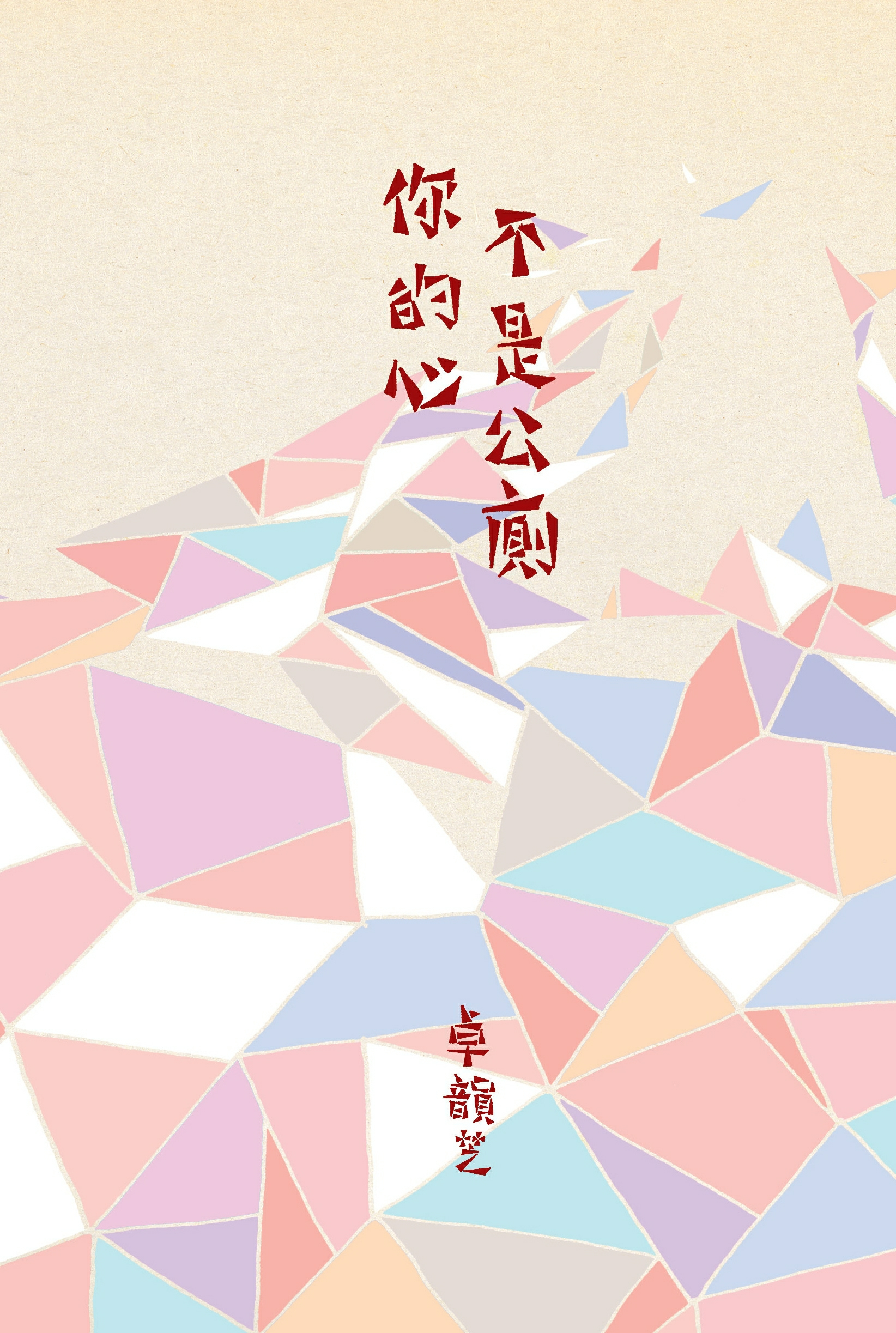
卓韻芝著作《你的心不是公廁》（2010）

### 書籍
| 年份       | 書名                                                                                                  | 種類         | 出版社            | ISBN                   |
| ---------- | --- | ------------ | ----------------- | ---------------------- |
| 2000年7月  | 《生活全套》                                                                                          | 散文         | 一本堂 (南華早報) | ISBN 962-17-8169-8     |
| 2001年7月  | 《生活好好過》                                                                                        | 散文         | 一本堂 (南華早報) | ISBN 962-17-8358-5     |
| 2001年12月 | 《勁有前途》                                                                                          | 苦榮系列漫畫 | 商台製作有限公司  | ISBN 962-8473-24-7     |
| 2001年12月 | 《難得面紅》                                                                                          | 散文         | 商台製作有限公司  | ISBN 962-8473-23-9     |
| 2002年6月  | 《還可愛》                                                                                            | 傳記         | 商台製作有限公司  | ISBN 962-8473-27-1     |
| 2003年7月  | 《男上女下》 (林海峰合著)                                                                             | 廣播劇小說   | 商台製作有限公司  | ISBN 962-8473-50-6     |
| 2007年7月  | 《孔子的敵人》                                                                                        | 散文         | 明窗出版社        | ISBN 978-962-8959-32-7 |
| 2007年12月 | 《是有點狡猾》                                                                                        | 散文         | 明窗出版社        | ISBN 978-962-8959-63-1 |
| 2008年5月  | 《蘋果的中文是甚麼？》                                                                                | 散文         | 明窗出版社        | ISBN 978-962-8993-11-6 |
| 2008年8月  | 《低胸裙戰爭》                                                                                        | 散文         | 明窗出版社        | ISBN 978-962-8993-56-7 |
| 2008年12月 | 《走光再走光》                                                                                        | 散文         | 明窗出版社        | ISBN 978-962-8994-03-8 |
| 2009年7月  | 《推推推推推推推》                                                                                    | 散文         | 明窗出版社        | ISBN 978-988-8026-75-3 |
| 2010年2月  | 《愛是永恆（當所愛是你）》                                                                            | 散文         | 明窗出版社        | ISBN 978-988-8027-36-1 |
| 2010年7月  | 《你的心不是公廁》                                                                                    | 散文         | 明窗出版社        | ISBN 978-988-8027-73-6 |
| 2010年10月 | 《卓韻芝奇遇記 — 最冷的冬天》                                                                         | 遊記         | 明窗出版社        | ISBN 978-988-8081-69-1 |
| 2010年12月 | 《卓韻芝奇遇記 — 最熱的夏天》                                                                         | 遊記         | 明窗出版社        | ISBN 978-988-8081-75-2 |
| 2011年4月  | 《誰有下次 誰沒有下次？》                                                                             | 散文         | 明窗出版社        | ISBN 978-988-8082-16-2 |
| 2011年7月  | 《卓韻芝奇遇記 — 忽冷忽熱》                                                                           | 遊記         | 明窗出版社        | ISBN 978-988-8082-61-2 |
| 2011年7月  | 《卓韻芝奇遇記》Box-set，一盒三冊， 《最熱的夏天》和《最冷的冬天》及《忽冷忽熱》，隨盒附送小書《g》。 | 遊記         | 明窗出版社        | ISBN 978-988-8134-03-8 |
| 2012年2月  | 《活得像戀人》                                                                                        | 散文         | 明窗出版社        | ISBN 978-988-8134-66-3 |
| 2012年7月  | 《今日阿婆金句》                                                                                      | 散文         | 明窗出版社        | ISBN 978-988-8135-37-0 |
| 2013年2月  | 《承認你的愛》                                                                                        | 散文         | 明窗出版社        | ISBN 978-988-8206-27-8 |
| 2013年7月  | 《商業笑容》                                                                                          | 散文         | 明窗出版社        | ISBN 978-988-8207-13-8 |
| 2014年7月  | 《導演的13個寓言》                                                                                    | 攝影記錄     | 明窗出版社        | ISBN 978-988-8287-64-2 |
| 2014年12月 | 《今日阿婆金句 II》                                                                                   | 散文         | 明窗出版社        | ISBN 978-988-8288-18-2 |
| 2015年7月  | 《N-girl 養成術》                                                                                     | 不詳         | 明窗出版社        | ISBN 978-988-8337-00-2 |
| 2015年11月 | 《宿墨傷筆》                                                                                          | 散文         | 明窗出版社        | ISBN 978-988-8337-45-3 |
| 2016年7月  | 《當我們談論愛情時》 What we talk about...when we talk about love.                                    | 散文         | 明窗出版社        | ISBN 978-988-83-3829-0 |
| 2016年7月  | 《旅遊之必要》                                                                                        | 遊記         | 三聯書店          | ISBN 978-962-04-3967-4 |
| 2018年2月  | 《峰迴路轉》                                                                                          | 遊記         | 三聯書店          | ISBN 978-962-04-4300-8 |

### 棟篤笑

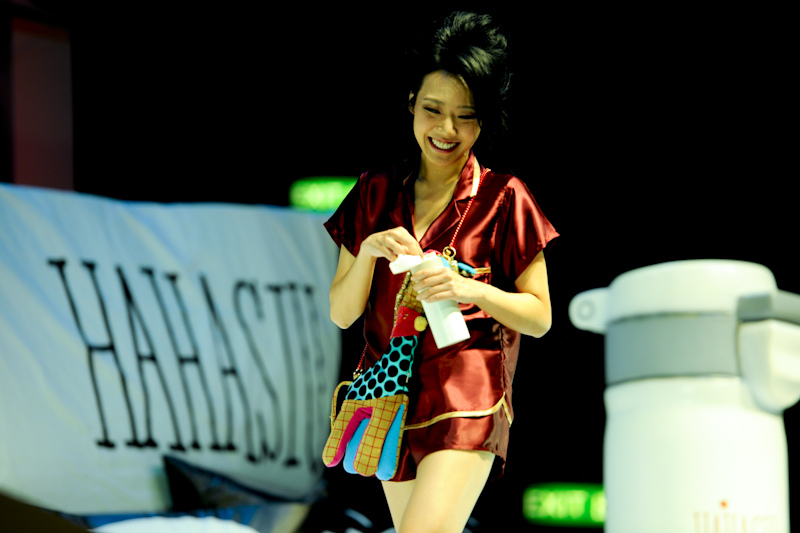
2013年，卓韻芝在《床上哈哈笑 One Night Stand》 棟篤笑作品

- 《死去活來 One Night Stand》，2011年7月13-17日，地點：香港演藝學院。
- 《死去活來 One Night Stand Again》，2012年3月17-19日，地點：香港會議及展覽中心。
- 《罪該萬死 One Night Stand》，2012年10月11-12日，地點：香港伊利沙伯體育館。
- 《罪該萬死 One Night Stand》澳門站，2013年3月9日，地點：澳門綜藝館。
- 《床上哈哈笑 One Night Stand》，2013年12月19-21日，地點：香港伊利沙伯體育館。
- 《飲嘢叫埋卓韻芝 One Night Stand》，2015年1月-6月，地點：中環Backstage，共28場。
- 《你個樣好單身 One Night Stand》，2015年12月5-6日，地點：香港伊利沙伯體育館。
- 《你個樣好單身 One Night Stand 之 Happy Birthday To Me》，2016年3月28-29日，地點：香港PMQ元創方伊。
- 《風大雨大 One Night Stand》，2016年8月26-28日，地點：香港旺角麥花臣場館。
- 《呃呃氹氹 One Night Stand》，2018年10月27-28日，地點：香港旺角麥花臣場館。
- 《呃呃氹氹 One Night Stand蜜月歸來版》，2019年1月10日，地點：香港伊利沙伯體育館。

### 話劇
- 《愛與人渣》，2015年4月21-26日，地點：香港葵青劇院。
- 《新聞小花的告白2白屋之夏》，2020年11月27-12月8日，地點：香港葵青劇院。
- 《Sound Of Silence》，2021年8月4-9月4日，地點：香港藝術中心。（導演、編劇及演出）
- 《有人出租》，2022年11月25-12月4日，地點：香港葵青劇院。（編劇及演出）

### 導演
- 電影《戀愛起義—不得了》（2001）
- 短片《After》（Nike women）(2003)
- 音樂錄像《花灑》（古巨基）（2006）
- 音樂錄像《招摇》（葉佩雯）（2006）
- 短片《Lost & Found》（2007）
- 短片《Homo Sapiens》（2007）
- 短片《一分鐘》（2011）
- 短片《打錯》（2011）
- 電影《爆3俏嬌娃》（2013）
- 電影《失戀急讓》（中國大陸譯：臨時同居）（2014）
- 短片 《主角》（ifva x 港島線西延）（2014）
- 《送院途中》（第47屆香港國際電影節閉幕電影）（2023）

### 電影編劇
- 《過海隧道》(1999)
- 《戀愛起義》謝霆鋒、馮德倫、夏永康合導(2001)
- 《初戀嗱喳麵》（榮獲香港電影評論學會大獎最佳編劇）(2001)
- 《20‧30‧40》(2004)
- 《出埃及記》（提名香港金紫荊獎最佳編劇）(2007)
- 《失戀急讓》（中國大陸譯：臨時同居）（2014）
- 《送院途中》（第47屆香港國際電影節閉幕電影）（2023）

### 填詞
- 《初哥哥的長跑比賽》（張智霖）（2000）
- 《劃火柴》（陳曉東）與黃仲凱合寫（2002）
- 《打情罵悄》（陳小春）（2006）

### 監制
2004年，監制網絡電視劇《男女字典》，主演杜汶澤、朱茵、黃又南、徐天佑，導演夏永康。
2011年，監制慈善短片企劃《你還可愛麼》，參與導演包括麥婉欣、崔允信、麥曦茵、黃精甫等等，並導演短片《1分鐘》《打錯》。

### 電影演出
- 《愛你愛到殺死你》（1997）
- 《十二夜》（2000）
- 《絕世好Bra》（2001）
- 《男歌女唱》（2001）
- 《百分百感覺》（2002）
- 《賤精先生》（2002）
- 《絕世好B》（2002）
- 《戀情告急》（2004）
- 《重案黐孖gun》（2004）
- 《見習黑玫瑰》（2004）
- 《我要做Model》（2004）
- 《情癲大聖》（2005）
- 《八星抱喜》（2012）
- 《喜愛夜蒲2》（2012）
- 《爆3俏嬌娃》（2013）
- 《那夜凌晨，我坐上了旺角開往大埔的紅van》（2014）
- 《暗色天堂》（2016）
- 《冥通銀行特約：翻生爭霸戰》（2020）

### 電視節目
電視劇
- 《新鮮人》 (2000)

真人show
- 《阿Sa真人Show》 (2007)
- 《同2047特首上學去》 (2016)
- 《Good Night Show 全民造星》（2018）(評判)
- 《全民造星》（2019）(評判)
- 《全民造星3》(2020) (評判)
- 《全民造星IV》（2021）(評判)
- 《初戀Action!》(2023)

主持/訪談
- 《女人心底話 (TVB)》 (2004)
- 《芝人口面不知心  (J2)》 (2012)
- 《三個女人一個墟 (TVB)》 (2012)
- 《歡樂滿些牙 (毛記)》 (2015)
- 《鏗鏘說》(訪問林夕和李怡) (2020)

### 電台節目
- 《豁達音樂天空》其中一個環節《豁達公關》（1994，與梁兆輝、黃志淙、陳輝虹、陳嘉熙）
- 《軟硬半晝》（1995）
- 《不崇拜的女孩》（1995-1996）
- 《芝see菇Bi我未成年》（1996-1997）
- 《芝see菇Bi我有個頭》（1997-2000）（同一時段，18歲成年後節目改名）
- 《芝See菇Bi Family》（2000-2002）
- 《芝See菇Bi Family Day》
- 《男上女下》（2002-2004）（與林海峰）
- 《過生活》（2000-2003）
- 《五天精華遊》（2004-2008）
- 《給我電話》（2006）
- 《903 傍住你放榜》（2006）
- 《903專業推介》（2006）
- 《Alabama》（2004-2008）
- 《一八七二遊花園》（2009-7-3、2012-2-6至2012-2-17客串）
- 《一八七二遊花園》之《罪該萬死》(2012-7-13起逢星期五晚上12:30~01:00)

### 聲演
- 電影天下無雙
- 電影鯊膽大話王 - 蘿拉（Lola），進行配音。（2004）
- 跑Online中的角色 - 琪琪，進行配音。（2007）
- 蘇永康歌曲《那誰》劇場版。（2011）[26]

## 獎項及提名

### 電影獎項及提名
- 《戀愛起義》（2001）
  - 斯德哥爾摩電影節 銅馬獎：最佳影片 （提名）
- 《初戀嗱喳麵》（2002）
  - 香港電影評論學會大獎最佳編劇（榮獲）
  - 台北金馬獎最佳改編劇本（提名）
  - 香港電影金像獎最佳編劇（提名）
- 《出埃及記》（2007）
  - 金紫荊最佳編劇（提名）
- 《打錯》（2012）
  - IFVA公開組（銀獎）

### 書籍獎項
- 《蘋果的中文是什麼？》：2009年度中學生十大好書
- 《你的心不是公廁》：2011年度中學生十大好書
- 《今日阿婆金句》：2012年度中學生十大好書
- 《旅行之必要》：第二十九屆香港印製大奬最佳出版（旅遊文化）冠軍
- 《旅行之必要》：2016金閱獎

### 廣告創作獎
- 海港城《你係鍾意呢度嘅》 蘋果創意廣告獎2011：創意平面廣告 (銀獎）

## 歌曲派台紀錄
| 派台歌曲成績 | 派台歌曲成績 | 派台歌曲成績 | 派台歌曲成績 | 派台歌曲成績 | 派台歌曲成績 | 派台歌曲成績                                        |
| ------------ | ------------ | ------------ | ------------ | ------------ | ------------ | --------------------------------------------------- |
| 唱片         | 歌曲         | 903          | RTHK         | 997          | TVB          | 備註                                                |
| 2000年       |              |              |              |              |              |                                                     |
|              | 自己發電     | 1            | -            | -            | -            | 以苦榮、小苦妹身份推出 與許志安、陳慧琳及谷德昭合唱 |
| 2002年       |              |              |              |              |              |                                                     |
|              | 孤兒仔       | 1            | -            | -            | -            | 以苦榮身份推出 與陳奕迅合唱                         |

| 各台冠軍歌總數 | 各台冠軍歌總數 | 各台冠軍歌總數 | 各台冠軍歌總數 | 各台冠軍歌總數    |
| -------------- | -------------- | -------------- | -------------- | ----------------- |
| 903            | RTHK           | 997            | TVB            | 備註              |
| 2              | 0              | 0              | 0              | 四台冠軍歌總數：0 |

孤兒仔
| 周次     | 第25周  | 第26周  | 第27周 |
| 放榜日期 | 6月22日 | 6月29日 | 7月6日 |
| 榜上位置 | 4       | 1       | 5      |
| -------- | ------- | ------- | ------ |

## 外部連結
- 卓韻芝 網誌（页面存档备份，存于）
- 卓韻芝的Facebook專頁
- 卓韻芝的新浪微博
- 卓韻芝Flickr （页面存档备份，存于）
- Born To Be A Witness
- 卓韻芝 形影神 （页面存档备份，存于）

### 影片
- 死去活來One Night Stand電視廣告 （页面存档备份，存于）
- 死去活來One Night Stand預告片 （页面存档备份，存于）
- 訪問預告片
- 導演錄像《打錯》 （页面存档备份，存于）
- 導演錄像《一分鐘》 （页面存档备份，存于）
- 監製及聲演《你還要愛麼》企劃主題片 （页面存档备份，存于）